# Boudivelnyk Kiev
Le Boudivelnyk Kiev (en ukrainien Будівельник Київ) est un club omnisports ukrainien basé à Kiev et fondé en 1945.

## Sections
- Basket-ball : Voir article BK Boudivelnyk Kiev
- Hockey sur glace : Voir article HK Boudivelnyk Kiev